# Chaetolauxania sulphuriceps
Chaetolauxania sulphuriceps är en tvåvingeart som först beskrevs av Meijere 1914.  Chaetolauxania sulphuriceps ingår i släktet Chaetolauxania och familjen lövflugor. Inga underarter finns listade i Catalogue of Life.